# ريح دورانية أرضية

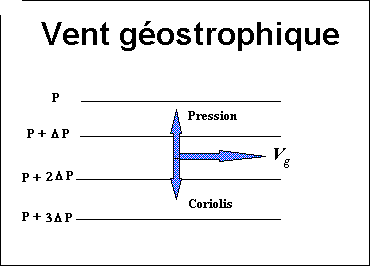

الريح الدورانية الأرضية أو الريح الجيوستروفية أو الريج الدَّوْرَضِيّة (بالإنجليزية: Geostrophic wind)‏ هي رياح علوية تهب في المستويات العليا من الغلاف الجوي المتغير (التروبوسفير) فوق المستوى المتأثر بالاحتكاك بسطح الأرض وتهب تلك الرياح   بشكل مواز لخطوط الضغط المتساوي، تاركة الضغط المرتفع على يمينها والضغط المنخفض على يسارها في النصف الشمالي من الكرة الأرضية، والعكس في نصف الكرة الجنوبي، ولذا تكون هذه الرياح شرقية في العروض المنخفضة وغربية في العروض الوسطى، وتعبر رياح الجيوستروفيك عن التعادل الحاصل بين قوة كوريوليس وقوة تدرج الضغط.

## رياح دورانية أرضية
الرياح شبه الدورانية الأرضية Quasi-geostrophic wind هي الرياح التي تهب إلى يسار مركز الضغط المنخفض بشكل مواز لخطوط الضغط المتساوية، وذلك عندما تكون قوة تدرج الضغط متوازنة مع مجموع قوتي كوريولس والطاردة المركزية.

## وصلات خارجية
- تقريب الجيوستروفيك
- تعريف رياح الجيوستروفيك
- وصف رياح الجيوستروفيك